# Птухин, Александр Мефодьевич
Александр Мефодьевич Птухин (1923—1944) — советский военный. Участник Великой Отечественной войны. Герой Советского Союза (1944). Старший лейтенант.

## Биография
Родился 23 февраля 1923 года в селе Верхняя Камышенка Рубцовского уезда Алтайской губернии РСФСР СССР (ныне село Верх-Камышенка Краснощёковского района Алтайского края Российской Федерации) в семье крестьянина Мефодия Дмитриевича Птухина. Русский. В раннем детстве с родителями переехал в село Коробейниково. Здесь в возрасте шести лет пошёл в начальную школу. Девятилетнее образование завершал в средней школе села Усть-Чарышская Пристань, куда его семья переехала в 1934 году. Учился хорошо, особенно легко ему давались точные науки. В школьные годы он увлекался спортом: бегал на лыжах, играл в шахматы. Активно участвовал в общественной жизни своей школы, был комсоргом класса и пионервожатым. После окончания девятого класса педагогический коллектив школы рекомендовал его для продолжения учёбы на учительских курсах при Барнаульском учительском институте. Через полгода молодой учитель вернулся в Уст-Пристань и был принят на работу преподавателем математики и физики 6-7 классов в Усть-Пристанскую среднюю школу. В том же 1940 году экстерном сдал экзамены за десятый класс.
В ряды Рабоче-крестьянской Красной Армии был призван Усть-Пристанским районным военкоматом Алтайского края в июле 1941 года. В начале 1942 года окончил 2-е Томское артиллерийское училище. В боях с немецко-фашистскими захватчиками младший лейтенант Александр Птухин с февраля 1942 года на Брянском фронте в должности командира огневого взвода 692-го артиллерийского полка 240-й стрелковой дивизии 3-й армии. Боевое крещение принял под Мценском. Летом 1942 года воевал на Брянском и Воронежском фронтах, участвовал в Воронежско-Ворошиловградской оборонительной операции.
Сражался в составе своего подразделения севернее Воронежа. До января 1943 года дивизия, в которой служил младший лейтенант Александр Птухин, удерживал позиции в районе села Тербуны в составе 38-й армии. В ходе Воронежско-Касторненской операции участвовал в окружении и ликвидации 2-й армии вермахта в районе Касторной. Затем сражался в Третьей битве за Харьков, в ходе которой его дивизия вышла в район восточнее города Сумы. Зимой 1943 года получил воинское звание лейтенанта и вскоре был переведён на должность командира взвода управления 8-й батареи 692-го артиллерийского полка. В этой должности участвовал в Курской битве, затем освобождал Левобережную Украину в ходе Сумско-Прилукской фронтовой операции Битвы за Днепр. Особо отличился при форсировании Днепра и в боях за плацдарм на его правом берегу, позднее получивший название Лютежского.
Разгромив немецко-фашистские войска на Левобережной Украине, подразделения 38-й армии в двадцатых числах сентября 1943 года вышли к Днепру. 27 сентября 1943 года в числе первых на правый берег Днепра у села Лютеж переправился вместе со своим взводом управления. Быстро установив связь со своей батареей, занял наблюдательную позицию в боевых порядках своей пехоты и непосредственно с переднего края обороны корректировал огонь 8-й батареи. В результате его умелых действий артиллеристы били точно в цель и способствовали не только отражению многочисленных контратак противника, но и продвижению вперёд своих стрелковых подразделений. Когда во время одной из вражеских контратак из строя вышел командир стрелковой роты, принял командование ротой на себя и, личным примером подняв её в атаку, опрокинул боевые порядки немцев, после чего с ротой существенно продвинулся вперёд. При этом было захвачено 4 немецких миномёта, из которых бойцы Александра Птухина тут же открыли ураганный огонь по врагу. Умело командуя ротой и корректируя огонь своей батареи, обеспечил не только закрепление занятых рубежей и отражение всех контратак неприятеля, но и значительно расширил плацдарм.
Указом Президиума Верховного Совета СССР «О присвоении звания Героя Советского Союза генералам, офицерскому, сержантскому и рядовому составу Красной Армии» от 10 января 1944 года за «образцовое выполнение боевых заданий командования на фронте борьбы с немецко-фашистскими захватчиками и проявленные при этом отвагу и геройство» был удостоен звания Героя Советского Союза с вручением ордена Ленина и медали «Золотая Звезда».
С удержанного у села Лютеж плацдарма 3 ноября 1943 года советские войска перешли в наступление в ходе Киевской наступательной операции и 6 ноября 1943 года освободили город Киев. Участвовал в боях за столицу Украины. Через несколько дней 240-я стрелковая дивизия уже в составе 40-й армии 1-го Украинского фронта отражала контрудар немецко-фашистских войск в районе Фастова, а затем перешла в наступление в ходе Житомирско-Бердичевской операции. Зимой 1944 года получил звание старшего лейтенанта и принял под командование 2-ю батарею 692-го артиллерийского полка. Со своей батареей он прошёл с боями через всю Правобережную Украину, приняв участие в Корсунь-Шевченковской и Уманско-Ботошанской операциях, форсировал Горный Тикич, Южный Буг и Днестр, в составе своего подразделения освобождал северные районы Молдавии и южные районы Западной Украины. В конце марта 1944 года батарея под командованием старшего лейтенанта Александра Птухина форсировала реку Прут у села Ванчиковцы и вступила не территорию Румынии. Несколькими днями позже в составе своего полка форсировал крупные водные преграды — реки Серет и Сучава. До начала Ясско-Кишинёвской операции подразделения 240-й стрелковой дивизии закрепились на позициях западнее города Сучава.
26 июня 1944 года вместе со своим однополчанином старшим сержантом Е. К. Кремлёвым возвращался после вручения наград из штаба армии в свою часть. У посёлка Солонецу-Ноу (Solonețu Nou) их тачанка попала под шквальный миномётный огонь противника. Герои Советского Союза А. М. Птухин и Е. К. Кремлёв, а также ехавший с ними в качестве ездового красноармеец Д. И. Подповитный погибли.
Командование дивизии приняло решение похоронить всех троих на своей территории. Их тела были доставлены в село Липканы Молдавской ССР и захоронены в братской могиле советских воинов. Прах героев из Липкан не переносился. В городе Новоселица Черновицкой области Украины установлены кенотафы.

## Награды
- Медаль «Золотая Звезда» (10.01.1944);
- орден Ленина (10.01.1944).

## Память
- Бюст Героя Советского Союза А. М. Птухина установлен в селе Усть-Чарышская Пристань Алтайского края.
- Имя Героя Советского Союза А. М. Птухина носит МБОУ Усть-Пристанская средняя общеобразовательная школа.
- Именем Героя Советского Союза А. М. Птухина названа улица в селе Усть-Чарышская Пристань.
- Именем Героя Советского Союза А. М. Птухина названа улица в с. Краснощёково Краснощёковского района.
- Имя Героя Советского Союза А. М. Птухина увековечено на Мемориале Славы в городе Барнауле.

## Документы
- Общедоступный электронный банк документов «Подвиг Народа в Великой Отечественной войне 1941—1945 гг.» Дата обращения: 27 июня 2013. Архивировано из оригинала 13 марта 2012 года.

Представление к званию Героя Советского Союза. Дата обращения: 27 июня 2013. Архивировано 1 июля 2013 года.
Указ Президиума Верховного Совета СССР о присвоении звания Героя Советского Союза. Дата обращения: 27 июня 2013. Архивировано 1 июля 2013 года.
- Обобщенный банк данных «Мемориал». Дата обращения: 27 июня 2013. Архивировано из оригинала 10 мая 2012 года.

ЦАМО, ф. 33, оп. 11458, д. 354.
ЦАМО, ф. 33, оп. 11458, д. 248.
Информация из списка захоронения З380-27 в Новоселице.
Учётная карточка захоронения З380-27 в Новоселице.
Схема захоронения З380-27 в Новоселице.